# Baronesa (G.I. Joe)
Baronesa (Baroness no original, em inglês) é uma personagem da linha de brinquedos, desenhos e quadrinhos G.I. Joe.
Nos quadrinhos, sua primeira aparição foi na primeira edição da série G.I. Joe: A Real American Hero, publicada em junho de 1982 nos Estados Unidos pela editora Marvel Comics.
No cinema foi interpretada por Sienna Miller, no filme "G.I. Joe: The Rise of Cobra", de 2009. Na qual ela após , romper seus laços amorosos com Duke , alia-se ao Comandante Cobra , por meio de um experimento que ela sofreu mudando para o clã inimigo.